# Скулкил Хејвен (Пенсилванија)
Скулкил Хејвен (енгл. Schuylkill Haven) град је у америчкој савезној држави Пенсилванија.

## Демографија
По попису из 2010. године број становника је 5.437, што је 111 (-2,0%) становника мање него 2000. године.
| Група             | 2000.         | 2010.         |
| Белци             | 5.357 (96,6%) | 5.069 (93,2%) |
| Афроамериканци    | 42 (0,8%)     | 136 (2,5%)    |
| Азијати           | 39 (0,7%)     | 49 (0,9%)     |
| Хиспаноамериканци | 70 (1,3%)     | 113 (2,1%)    |
| Укупно            | 5.548         | 5.437         |